# Gunnlaugur Briem

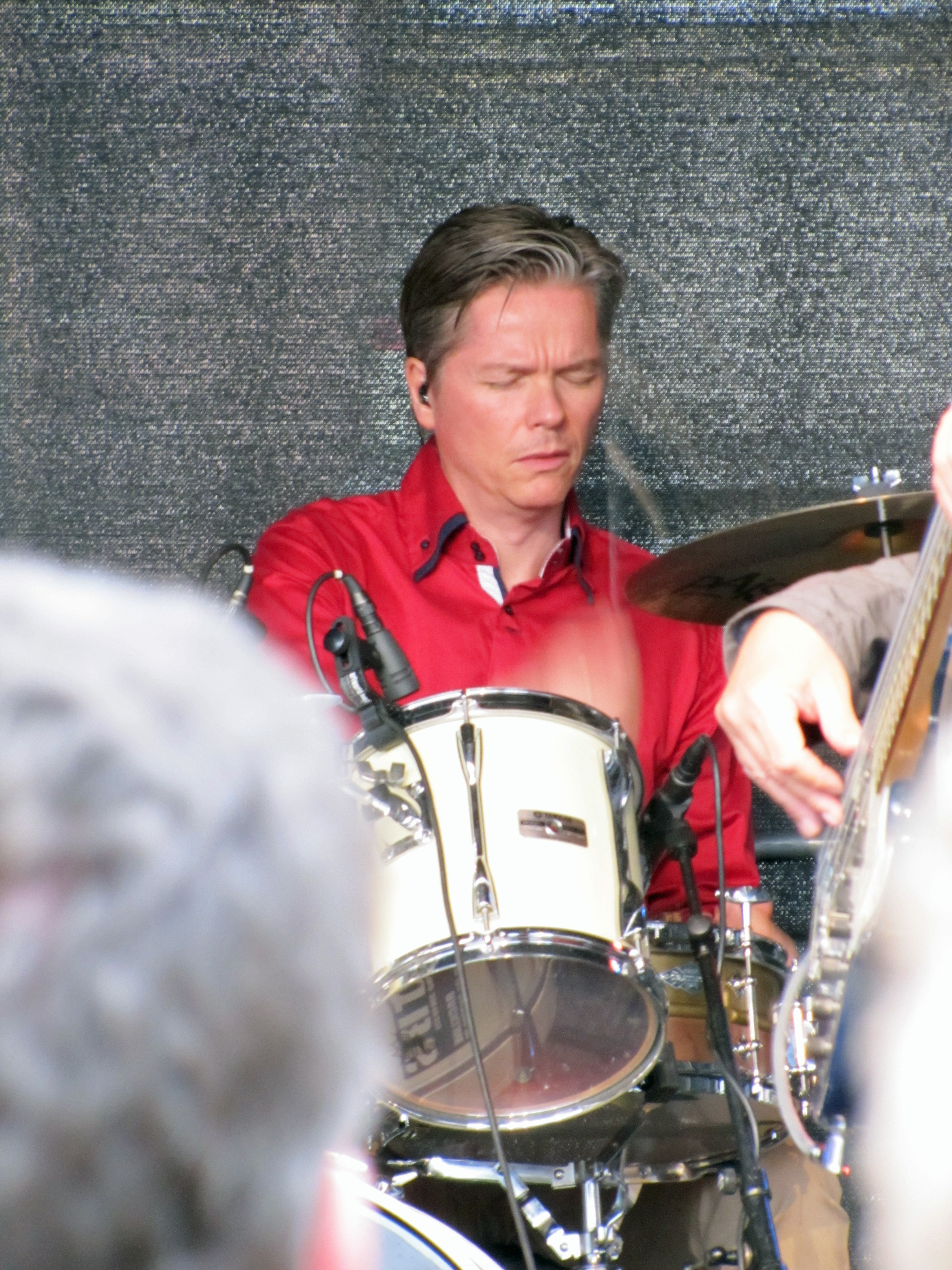
2012 mit Mezzoforte in Frankfurt am Main

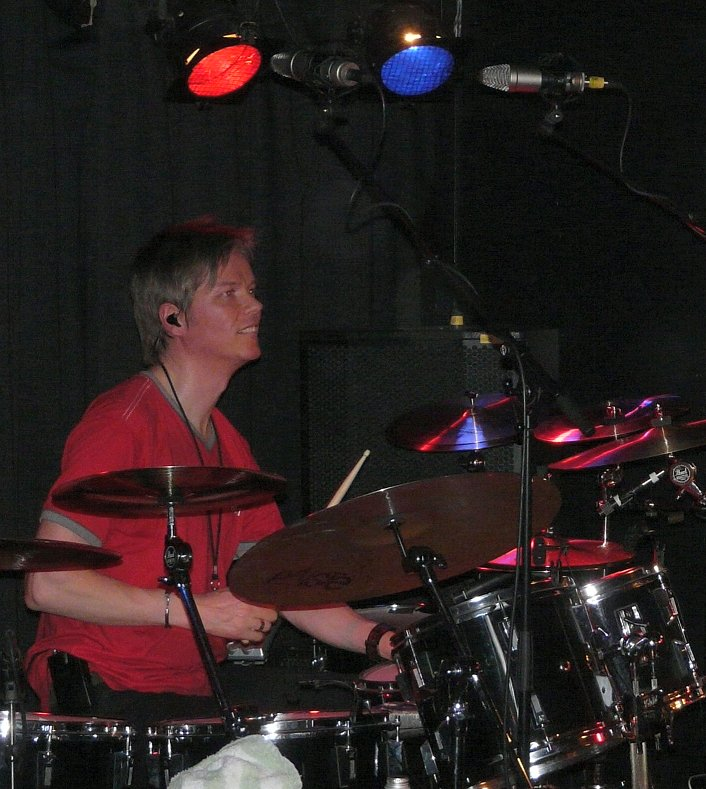
Gulli Briem bei einem Club-Gig März 2010

Gunnlaugur „Gulli“ Briem (* 9. September 1962) ist ein isländischer Musiker. Gulli ist Schlagzeuger und Gründungsmitglied der isländischen Funkgruppe Mezzoforte, in der er seit 1977 spielte. Er verließ die Band im April 2023, um eine Vollzeit-Solokarriere zu verfolgen.
Mit fünf Jahren begann Gulli auf Küchenutensilien zu trommeln, mit zwölf bekam er sein erstes Schlagzeug. Seit er 16 ist, arbeitet er als Profimusiker. Er studierte unter anderem in Reykjavík und am Musicians Institute in Los Angeles.
Gulli hat mit folgenden Musikern im Studio und auf der Bühne gespielt (Auszug): Earth Affair, Mezzoforte, Philip Catherine, The Miami Sound Machine (in Evita the Movie) Gus Gus and Björk (in deren Anfangszeit), David O’Higgins, Madonna (im Film Evita), Mornington Lockett, Joe Hubbard, Tony Smith, Ike Leo, Michael Ball, Jonn Savannah, Hilaire Penda, Fi-Be, The Dreem Team, British National Symphony Orchestra, Fridrik Karlsson und bei Djabe.
Daneben war er auch bei Musicals dabei: Evita The Movie, Jesus Christ Superstar, Blood Brothers, Whistle down the Wind, Carmen Negra.
Er hat eine Tochter, Anita Briem, mit der isländischen Vocalistin Erna Þórarinsdóttir.